# HD 6718 b
إتش دي 6718 ب (بالإنجليزية: HD 6718 b)‏ (ويعرف أيضًا بـ HIP 5301 b) هو كوكب خارج المجموعة الشمسية يدور حول نجم من النوع G وهو إتش دي 6718، يبعد الكوكب تقريبًا 179 سنة ضوئية ويقع في كوكبة قيطس. تبلغ كتلته على الأقل خمسة أثلاث كتلة المشتري، ويستغرق سبعة سنوات تقريبًا ليتم دورته حول نجمه بنصف محور رئيسي قدره 3.65 وحدة فلكية. وعلى عكس معظم الكواكب الخارجية الأخرى المعروفة، انحراف مداري غير مغلوم، لكن مثله مثل غيره فزاوية ميلانه غير معلومة أيضًا. اكتشف الكوكب بواسطة باحث الكواكب السرعة الشعاعية فائق الدقة يوم 19 أكتوبر 2009 بالإضافة ل29 كوكب آخر.